# Shine Falls
Die Shine Falls sind schwer zugängliche, terrassenförmige Wasserfälle in der Region Hawke’s Bay auf der Nordinsel von Neuseeland.

## Geographie
Die Shine Falls befinden sich in der Bergregion der Maungaharuru Range, rund 50 km westlich von Wairoa und rund 20 km nordwestlich der neuseeländischen Küste zum Pazifischen Ozean. Die Wasserfälle breiten sich über zwei Abflüsse über eine Spanne von rund 20 m aus. Die Fallhöhe beträgt 58 m, beginnend über einer Felskanten in einer Höhe von 430 m. Die Wasserfälle werden von dem Boundary Stream gespeist, der über ein rund 12 km² großes Wassereinzugsgebiet verfügt. Zugänglich sind die Wasserfälle vom New Zealand State Highway 2 aus über die Matahorua Road und Heays Access Road in westlicher Richtung.

## Beschreibung
Das Gebiet in einer Größe von 800 Hektar um die Wasserfälle wurde 1976 als Boundary Stream Reserve geschützt. In dem Areal sind besonders Vögel, wie der Kokako, der braune Kiwi, der North Island Robin, der Kereru, der North Island Kaka und der New Zealand Falcon zu finden. Als weitere Besonderheit, kann in dem Gebiet ein über 800 Jahre Mataī-Baum besichtigt werden.